# Бредянка (Бузеу)
Бредянка (рум. Brădeanca) — село у повіті Бузеу в Румунії. Входить до складу комуни Вернешть.
Село розташоване на відстані 97 км на північний схід від Бухареста, 6 км на північний захід від Бузеу, 103 км на захід від Галаца, 104 км на південний схід від Брашова.